# テリー・グッドカインド

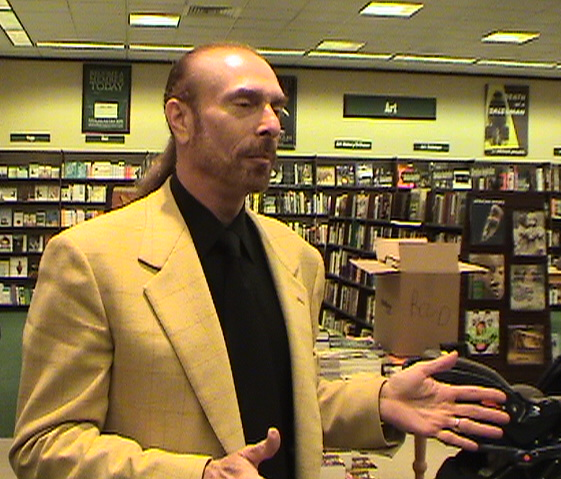
テリー・グッドカインド

テリー・グッドカインド（Terry Goodkind、1949年 -  2020年9月17日）は、アメリカ合衆国ネブラスカ州オマハ生まれのファンタジー作家。
デビュー作である「真実の剣」シリーズは、生命と死、男女の機微と性愛に真正面から取り組んだ大人向けの長編ファンタジーとして評判となり、ベストセラーになった。

## 著作リスト

### 真実の剣(The Sword of Truth)シリーズ
- 魔道士の掟(Wizard's First Rule、1994)
  - 「魔道士の掟1 - 探求者の誓い」
  - 「魔道士の掟2 - 魔法の地へ」
  - 「魔道士の掟3 - 裏切りの予言」
  - 「魔道士の掟4 - 結ばれぬ宿命」
  - 「魔道士の掟5 - 白く輝く剣」
- 魔石の伝説(Stone of Tears、1995) 
  - 「魔石の伝説1 - 冥界からの急襲」
  - 「魔石の伝説2 - 光の信徒」
  - 「魔石の伝説3 - 魔道士の務め」
  - 「魔石の伝説4 - エイビニシアの虐殺」
  - 「魔石の伝説5 - 総司令官カーラン」
  - 「魔石の伝説6 - 予見師の宮殿」
  - 「魔石の伝説7 - 霊たちへの祈り」
- 魔都の聖戦(Blood of the Fold、1996) 
  - 「魔都の聖戦1 - 大将軍の野望」
  - 「魔都の聖戦2 - 夢魔の暗躍」
  - 「魔都の聖戦3 - 密使ムリスウィズ」
  - 「魔都の聖戦4 - 永遠の絆」
- 魔界の神殿(Temple of the Winds、1997) 
  - 「魔界の神殿1 - 運命の予言」
  - 「魔界の神殿2 - 赤い月」
  - 「魔界の神殿3 - 死せる子どもたち」
  - 「魔界の神殿4 - 風を探して」
  - 「魔界の神殿5 - 奇跡の呪文」
- 魔道士の魂(Soul of the Fire、1999)
  - 「魔道士の魂1 - 消えゆく魔法」
  - 「魔道士の魂2 - 不穏な再会」
  - 「魔道士の魂3 - ダルトンの策略」
  - 「魔道士の魂4 - 奪われた剣」
  - 「魔道士の魂5 - 魂の召喚」
- 魔教の黙示(Faith of the Fallen、2000)
  - 「魔教の黙示1 - ラール卿帰還せず」
  - 「魔教の黙示2 - 忘却の彼方へ」
  - 「魔教の黙示3 - 戦争と結婚」
  - 「魔教の黙示4 - 希望の消えた町」
  - 「魔教の黙示5 - 自由を求めて」
- 魔帝の血脈(The Pillars of Creation、2001)
  - 「魔帝の血脈1 - 悲劇の子ら」
  - 「魔帝の血脈2 - 沼地の呪術師」
  - 「魔帝の血脈3 - 復讐をささやく声」
  - 「魔帝の血脈4 - 宿命の邂逅」
- 魔宮の凶鳥(Naked Empire、2003)
  - 「魔宮の凶鳥1 - 砂塵のなかの影」
  - 「魔宮の凶鳥2 - 選ばれた民」
  - 「魔宮の凶鳥3 - 警告の砂時計」
  - 「魔宮の凶鳥4 - 三つの解毒剤」
  - 「魔宮の凶鳥5 - 戦いの決意」

以下続巻 
- Chainfire (2005、未訳、The Chainfire 三部作の第一作)